# Gjon's Tears
Gjon Muharremaj (albansko: [ɟɔn muharɛˈmaj]), poklicno znan kot Gjon's Tears, švicarski pevec in besedilopisec, *29. junij 1998.

## Zgodnje življenje
Muharremaj se je rodil v Brocu v Fribourgu v Švici očetu kosovskemu Albancu iz Gjinoca, ki je del občine Suharekë na Kosovu, in materi Albanki iz Tirane v Albaniji. Leta 2011 je Muharremaj pri 12 letih sodeloval v prvi sezoni tekmovanja Albanians Got Talent in se v finalu uvrstil na tretje mesto. Leto kasneje je prišel v polfinale oddaje Die grössten Schweizer Talente, švicarske različice Got Talent. Leta 2019 se je udeležil avdicije za osmo sezono francoskega pevskega tekmovanja The Voice: la plus belle voix in se v ekipi Mika uvrstil v polfinale.

### Pesem Evrovizije
Marca 2020 je švicarska nacionalna radiotelevizija Swiss Broadcasting Corporation razglasila Gjona za predstavnika države na Pesmi Evrovizije 2020 s pesmijo »Répondez-moi«. Vendar pa je po odpovedi tekmovanja zaradi pandemije COVID-19 v Evropi bil koncu ponovno izbran, da bo državo zastopal na Pesmi Evrovizije 2021 z novo pesmijo. Njegova nova pesem je bila »Tout l'univers« in je izšla dne 10. marca 2021. Nastopil je v drugem polfinalu in se uvrstil v prvem polfinalu in se uvrstil v finale v katerem se je uvrstil na prvo mesto po žiriji in šesto mesto po telefonskem glasovanju ter se po skupne seštevku uvrstil na tretje mesto. Skupaj s producenti pesmi je prejel nagrado za skladatelja na podelitvi nagrad Marcel Bezençon Awards leta 2021, o kateri je glasovala komisija sodelujočih skladateljev tekmovanja leta 2021. Konec leta 2021 je sodeloval na The Voice All Stars France.

## Diskografija

### Pesmi
- »Babi« (2018)
- »Back in Light« (2018)
- »Répondez-moi« (2020)
- »Tout l'univers« (2021)
- »Dance Me« (skupaj s Arileno Aro, 2021)
- »Silhouette« (2022)
- »Pure« (2022)
- »Midnight in Paris« (2023)
- »Disco« (2023)